# Islote Mare
El islote Mare (en ruso: Ostrovul Mare, literalmente "islote Alto") es una reserva natural (Rezervaţia naturală Ostrovul Mare), y una isla en el río Danubio, ubicada al lado del islote Calnovăţ (Ostrovul Calnovăţ), en las proximidades de Islaz. En la isla existe una colonia de cría de aves del tipo cormorán pigmeo (Microcarbo pygmaeus).